# David Jiříček
David Jiříček (* 28. listopadu 2003 Klatovy) je český profesionální hokejový obránce, hrající za klub Iowa Wild v AHL.
V roce 2022 hrál poprvé v kariéře na seniorském mistrovství světa, jako nejmladší z celého českého výběru. Zde získal s výběrem také bronzovou medaili.

## Hráčská kariéra
V listopadu 2024 byl vyměněn z Columbusu do Minnesoty.

## Ocenění a úspěchy
- 2021 MSJ - Top tří hráčů v týmu
- 2023 MSJ - All-Star Tým
- 2023 MSJ - Nejlepší obránce
- 2023 AHL - Nejlepší nováček v prosinci 2022

## Prvenství

### ČHL
- Debut - 26. ledna 2020 (HC Škoda Plzeň proti HC Sparta Praha)
- První asistence - 18. září 2020 (HC Škoda Plzeň proti HC Sparta Praha)
- První gól - 20. září 2020 (HC Dynamo Pardubice proti HC Škoda Plzeň, českému brankáři Pavlu Kantorovi)

### NHL
- Debut - 28. října 2022 (Columbus Blue Jackets proti Boston Bruins)
- První gól - 14. října 2023 (Columbus Blue Jackets proti New York Rangers, ruskému brankáři Igoru Šesťorkinovi)
- První asistence - 21. října 2023 (Minnesota Wild proti Columbus Blue Jackets)

## Klubová statistika
| Sezóna      | Klub                  | Soutěž      |    | Základní část | Základní část | Základní část | Základní část | Základní část |   | Play off | Play off | Play off | Play off | Play off |
| Sezóna      | Klub                  | Soutěž      | Z  | G             | A             | B             | TM            | Z             | G | A        | B        | TM       |          |          |
| 2019/20     | HC Klatovy            | 2.ČHL       | —  | —             | —             | —             | —             | 1             | 0 | 0        | 0        | 0        |          |          |
| 2019/20     | HC Škoda Plzeň        | ČHL         | 4  | 0             | 0             | 0             | 2             | —             | — | —        | —        | —        |          |          |
| 2020/21     | HC Škoda Plzeň        | ČHL         | 34 | 3             | 6             | 9             | 34            | 2             | 0 | 1        | 1        | 4        |          |          |
| 2021/22     | HC Škoda Plzeň        | ČHL         | 29 | 5             | 6             | 11            | 49            | —             | — | —        | —        | —        |          |          |
| 2022/23     | Columbus Blue Jackets | NHL         | 2  | 0             | 0             | 0             | 2             | —             | — | —        | —        | —        |          |          |
| 2022/23     | Cleveland Monsters    | AHL         | 40 | 6             | 25            | 31            | 22            | —             | — | —        | —        | —        |          |          |
| 2023/24     | Columbus Blue Jackets | NHL         | 43 | 1             | 9             | 10            | 22            | —             | — | —        | —        | —        |          |          |
| 2023/24     | Cleveland Monsters    | AHL         | 29 | 7             | 12            | 19            | 21            | 14            | 3 | 8        | 11       | 10       |          |          |
| 2024/25     | Columbus Blue Jackets | NHL         | 6  | 0             | 1             | 1             | 4             | —             | — | —        | —        | —        |          |          |
| 2024/25     | Cleveland Monsters    | AHL         | 4  | 2             | 1             | 3             | 2             | —             | — | —        | —        | —        |          |          |
| 2024/25     | Iowa Wild             | AHL         | 27 | 0             | 7             | 7             | 15            | —             | — | —        | —        | —        |          |          |
| 2024/25     | Minnesota Wild        | NHL         | 6  | 1             | 1             | 2             | 2             | —             | — | —        | —        | —        |          |          |
| ČHL celkově | ČHL celkově           | ČHL celkově | 67 | 8             | 12            | 20            | 85            | 2             | 0 | 1        | 1        | 4        |          |          |
| NHL celkově | NHL celkově           | NHL celkově | 59 | 2             | 11            | 13            | 30            | —             | — | —        | —        | —        |          |          |

## Reprezentace
| Rok                       | Tým                       | Soutěž                    | Z  | G | A | B  | TM |
| ------------------------- | ------------------------- | ------------------------- | -- | - | - | -- | -- |
| 2021                      | Česko 18                  | MS-18                     | 4  | 0 | 0 | 0  | 8  |
| 2021                      | Česko 20                  | MSJ                       | 5  | 1 | 1 | 2  | 2  |
| 2022                      | Česko                     | MS                        | 5  | 1 | 1 | 2  | 0  |
| 2022                      | Česko 20                  | MSJ                       | 7  | 0 | 3 | 3  | 2  |
| 2023                      | Česko 20                  | MSJ                       | 7  | 3 | 4 | 7  | 2  |
| Juniorská kariéra celkově | Juniorská kariéra celkově | Juniorská kariéra celkově | 23 | 4 | 8 | 12 | 14 |
| Seniorská kariéra celkově | Seniorská kariéra celkově | Seniorská kariéra celkově | 5  | 1 | 1 | 2  | 0  |